# Kuppahalli, Nagamangala
Kuppahalli là một làng thuộc tehsil Nagamangala, huyện Mandya, bang Karnataka, Ấn Độ.